# 霍利鎮區 (北卡羅萊納州彭德縣)
霍利鎮區（英語：Holly Township）是位於美國北卡羅萊納州彭德縣的一個鎮區。

## 地方資料
霍利鎮區的面積為532.76平方千米，皆為陸地。根據2020年美國人口普查的數據，當地共有人口2151人，而人口密度為每平方千米4.04人。